# Linå
Linå – miasto w Danii, w regionie Jutlandia Środkowa, w gminie Silkeborg.